# Gustave-Roussy-instituut
Het Gustave-Roussy, vroeger Institut Gustave-Roussy, is een kankercentrum in Villejuif in Val-de-Marne in Frankrijk.
Het centrum werd in 1926 opgericht door de Zwitsers-Franse neuropatholoog Gustave Roussy. Hij was van 1926 tot 1947 ook de eerste directeur van het instituut. Tot de lijst van wetenschappers verbonden aan het instituut behoren onder meer Tabaré Vázquez, de oncoloog en latere Uruguayaanse president, en Georges Mathé, oncoloog en immunoloog die in 1959 de eerste succesvolle stamceltransplantatie uitvoerde op niet-identieke tweelingen.
Het Gustave-Roussy heeft een spoedafdeling en telt 457 bedden. In april 2019 werden drie nieuwe interventionele radiologieruimtes geopend, waarmee het het grootste behandelingscentrum van dit type in Europa is, volledig gewijd aan oncologie.
Gustave-Roussy is op Europese schaal een referentiecentrum voor zorg, onderzoek en onderwijs in de oncologie.